# Josmar
Josmar Gerona, conegut simplement com a Josmar   (Girona, 29 de juliol de 1975), és un cantant, productor musical i estrella mediàtica, conegut sobretot per les seves intervencions en programes televisius de varietats i popularitzat per la seva interpretació del tema «És superfort» al programa de televisió Malalts de tele.

## Biografia
Va néixer com a personatge públic el 1994 a través del programa "El semáforo", de TVE. La interpretació del tema "És superfort" en el programa de televisió de TV3 Malalts de tele, dirigit per Toni Soler, pretenia aconseguir una candidatura de Catalunya al concurs d'Eurovisió de 1998, amb Josmar com a representant. La iniciativa va anar acompanyada d'una gira amb actuacions diàries a diversos pobles de Catalunya, que van tenir força èxit i va acabar a la Plaça Reial de Barcelona. Finalment, no es va obtenir la candidatura, però Josmar va viatjar a Birmingham, on se celebrava el concurs i va actuar fora de competició. Acostumava a actuar amb una samarreta blanca, jaqueta de cuir, botes de cowboy i tanga. Al videoclip del seu èxit "És superfort" -filmat a Catalunya en Miniatura- duia a més una barretina i, com a gogós, les "Josmarettes", dues noies amb uns vestits grocs inspirats per la indumentària del mateix cantant.
El 1998 edita el single "I Love You" al segell discogràfic Blanco y Negro amb una bona acollida per part del públic. Aquell mateix any prova sort com a conductor de televisió per a una cadena local a Sabadell, "Canal 50" (més tard coneguda com a Canal Català TV). El programa es titulava Toni Ruiz i Cia i, en ell, Josmar presentava una secció del cor titulada "La porteria".
L'any 2000 edita el seu següent single, "Girls", que seria la seva primera producció musical amb la qual es donaria a conèixer més tard a la resta d'Europa i Nova Zelanda sota el segell de "Moder music". En aquell mateix any, Josmar fitxa com a col·laborador per "Los 40 Principales" en el programa despertador "Anda Ya". Només hi va estar un any com a col·laborador perquè el 2001 va fitxar per Ràdio Flaixbac en el programa despertador "El matí i la mare que el va parir". El 2003 Fitxa per RAC 105, emissora del Grup Godó a Catalunya, per tal de col·laborar en l'espai matinal "Fricandó matiner" fins al 2011.
En el 2004 va participar en la pel·lícula "FBI: Frikis Buscan Incordiar" de Javier Càrdenas, col·laborant també en el disc que acompanyava la pel·lícula, titulat "Los Frikis". En el 2005 produeix i edita Hot boy, aquest cop sota el seu propi segell discogràfic, Geromax Music Productions, amb el qual el 2008 funda el canal de televisió per internet "Seven Television" on condueix espais de producció pròpia a més d'altres continguts de terceres parts.
El 2010, i després de 2 anys d'absència musical, torna amb un nou treball que porta per títol "Ragazza" al qual seguirà, en el 2011, "Kisses", amb el mateix èxit que l'anterior. En el 2012 s'atreveix a realitzar una versió de "Kiss", tema que en la dècada de 1980 havia estat interpretat pel cantant "Prince", i que el va fer mundialment conegut. Retirat dels escenaris des de 2016 per una neuràlgia, en 2020 va treure un nou single.

## Discografia
| Any  | Àlbum      |
| ---- | ---------- |
| 1998 | I Love You |
| 2003 | Girls      |
| 2005 | Hot boy    |
| 2010 | Ragazza    |
| 2011 | Kisses     |
| 2012 | Kiss       |